# مجلة البحرين الثقافية
مجلّة البَحْرَين الثَّقَافِيَّة هِي مجلّة ثقَافِيَّة مُنوِّعة عامَّة بحرينِيَّة. تصدُر كُل ثلاثة أَشهُر باللُّغة العربِيّة مِن مَملَكة البَحرين. تُصدِّرُها هيئة البَحرين لِلثَّقَافَة والآثَار ؛ وتنشِرُها مُؤَسَّسة الأَيَّام لِلطِّباعة والصِّحافة والنَّشر والتَّوزِيع. صَدر العدد الأَوَّل مِن المجلَّة فِي شهر إِبريل / نيسان مِن العَام 1994م. تُعبِّرُ مِن المجلَّات العربِيَّة الرَّصِينَة الَّتِي تُعنى بِالثَّقافة فِي مَملكة البَحرين ومِنطقة الخَلِيج والعالَم العربِيَ.

## مَلمح تَارِيخي حول نشأة مجلّة البَحرَين الثَّقَافِيَّة
ومِن أَجل إِثراء مناخَات الثَّقَافِة ؛ قدّم الشَّاعِر والأدِيب عَلِي عبد اللَّه خلِيفة فِي عامِّ 1993م فِكرة تَأسِيس مجلَّة فَصلِيَّة ثَقَافِيَّة تَصدِر عن المجلِس الوطَنِيّ لِلثَّقافة والفُنُون والآداب لِلرِوَائِيّ والمُترجِم عبد القادِر عَقِيل مُدِير إِدارَة الثَّقَافة والفُنُون فِي وِزارة الإعلَاَم فِي دَولة البَحرَين ؛ وفِي مُقابِل ذلِك الاِقتِراح تكوَّنت هَيئَة استشارية مِن أَعضاء المجلِس الوطَنِيّ لِلثَّقافة والفُنُون والآداب لِلإِشراف عَلَى المجلَّة ؛ وضمَّت الهَيئة الاِستِشارِيَّة كلاً مِن :
- د. هَالة أَحمد العُمران
- د. إِبراهِيم جمَال الهاشِمِي
- د. عبد اللطِيف حسَّن الرّميحِي
- خَلِيل إِبراهِيم الذُّوادِي
- حَمَد عَلِي الرّميحِي
- نَبِيل يَعقُوب الحَمرِ
- طَارِق عبد الرحمن المُؤَيد (وزيَّر الإعلام ورئِيس المجلِس الوطَنِيّ لِلثَّقافة والفُنُون والآداب )
- مبارك عمرٌو العماري
- خَلِيل إِبراهِيم الذُّوادِي (رئِيس التَّحرِير)
- محمَّد حسَّن كمال الدين
- د. محمَّد جابر الأَنصارِي
- حسَّن سَلمان كَمال
- د. مُنِيرة أَحمد فَخرُوِ
- د. بهِيَّة جواد الجشي
- مبارك راشِد الخاطِر

واِستقَر اَلرَّأَي على أَن تَكوُّن مجلّة تصدُر فِي كُل مَوسِم وأَن تُسمِّي بِـ « البَحرَين الثَّقَافِيَّة ». وصَدر أَول عدد مِن مجلّة البَحرَين الثَّقَافِيَّة فِي شهر إِبريل / نيسان مِن العَام 1994م بِمقَاس 210 × 297 مِليمِتر ( 8.3 × 11.7 بُوصة ) بِورق مُقوَّى مصقُول لامِع، وطِباعة مُلونه ؛ بِعدد 176 صَفحة ( 11 مَلزَمة ) ؛ بغِلاف أماميّ يتضمَّن اِسم المجلَّة، ورقم العدَد وتَارِيخِه وثلاث عناوِين رئِيِسيَّة مِن مُحتوي مقَالات المجلَّة، بِالإضافة إِلى صُورة مِن مُتحف البَحرين الوطنِيَّ تُمثّل الفنّ التُّراثِيّ المِعمارِيّ فِي البَحرين.
| مجلة البحرين الثقافية                                       | تمتد جُذُور الثَّقافة فِي البَحرَين عمِيقٌ فِي تُراب الأَرض الَّتِي عرفت وتعايشت مع أَعرق الحضارات الإِنسانِيَّة ؛ الَّتِي توَاصلت عبر التَّارِيخ القدِيم والحديثِ والمُعاصِر ؛ ومجلَّة البَحرَين الثَّقَافِيَّة جاءَت لِحاجة اِقتَضتهَا السَّاحة الثَّقَافِيَّة البَحرَينِيَّة ؛ وإِذا كَان المُثقِّف البَحرَينِيّ قد تَواصُل مع شَقِيقِه العربِيّ ثقَافِيَّاً مِن المُشرِق إِلى المغرِب فإِن البَحرَين الثَّقَافِيَّة ستُحاوِلُ أَن تُوَاصِل الدَّرب وتكُون همزة وصل ؛ والمجلِس الوطنِيّ لِلثَّقافة والفُنُون والآداب بِمَا يضُمُّهُ مِن خِبراتٍ ثقافِيَّة وأَدبِّيَّة حرص مُنذُ تشكِيلَة على أَن يتواصَل مع الحركة الثَّقَافِيَّة على السّاحتَين المحَلِّيَّة والخارِجِيَّة ووضعِ نُصب عينيه أَن يشمل مجلَّة البَحرَين الثَّقَافِيَّةَ مُجمل مُفردات الثَّقَافَة بِشكلِهَا العَامِّ ؛ لِكي تَكُون مِنبراً لِجمِيع المُثقِّفِين على إِتِّساع الوطن العربِيّ.. | مجلة البحرين الثقافية |
| — اِفتِتاحِيَّة العدد الأوّل لمجلَّة البَحرَين الثَّقَافِيَّة ، طَارِق المُؤَيد | |                       |

## وُصلات خارجيّة
- الصّفحة الرّسميّة لمجلَّة البَحرين الثَّقافِيَّة.
- أَعدَّاد مجلَّة البَحرين الثَّقافِيَّة رقمياً.